# Чърава
Чърава, още Черава или Черново (на албански: Çërravë или Çërrava), е село в Албания, в община Поградец, област Корча.

## География
Селото е разположено южно от Охридското езеро на едноименната река Чърава, до границата със Северна Македония. Селото се намира на 804 m надморска височина.

## История
Според Васил Кънчов („Македония. Етнография и статистика“) в XIX век Чернево или Червеникъ е албанско, смесено християнско-мюсюлманско село в Старовска каза на Османската империя.
На Етнографската карта на Битолския вилает на Картографския институт в София от 1901 година Церново е чисто албанско мюсюлманско село в Старовската каза на Корчанския санджак с 66 къщи.
До 2015 година селото е център на община Чърава.